# Anolis villai
Espèce
Synonymes
- Norops villai (Fitch & Henderson, 1976)

Anolis villai est une espèce de sauriens de la famille des Dactyloidae. 

## Répartition
Cette espèce est endémique des îles du Maïs au Nicaragua.

## Étymologie
Cette espèce est nommée en l'honneur de Jaime Dolan Villa-Rivas.

## Publication originale
- Fitch & Henderson, 1976 : A new anole (Reptilia: Iguanidae) from Great Corn island, Caribbean Nicaragua. Milwaukee Public Museum, Contributions in Biology and Geology, vol. 9, p. 1-8.